# Gotha Go 147
Gotha Go 147 – niemiecki bezogonowy samolot zaprojektowany i wybudowany w Gothaer Waggonfabrik w 1936. Konstrukcja była próbą stworzenia dwumiejscowego ciężkiego samolotu myśliwskiego ze szczególnie dogodnym polem ostrzału dla tylnego strzelca.

## Historia
W połowie lat trzydziestych XX wieku w zakładach Gothaer Waggonfabrik rozpoczęto prace projektowe nad różnymi projektami samolotów bezogonowych. Ich celem było opracowanie samolotu dwumiejscowego spełniającego rolę ciężkiego myśliwca z doskonałym polem ostrzału dla tylnego strzelca. Praktycznym sprawdzeniem przyjętych rozwiązań miał być niewielki bezogonowy jednopłatowiec Gotha Go 147a, napędzany silnikiem Siemens Sf 14A. Samolot miał skrzydła o charakterystycznym mewim kształcie. Maszyna została przebadana w locie w 1936 roku.
Pomimo stwierdzenia wielu problemów, m.in. ze statecznością, postanowiono kontynuować badania z kolejnym prototypem, oznaczonym: Go 147b. Samolot miał być płatowcem testowym dla projektowanego dwusilnikowego bezogonowego myśliwca. Miał również pełnić rolę dwumiejscowego samolotu obserwacyjnego bliskiego zasięgu lub maszyny do treningów strzelców pokładowych. Ten prototyp był napędzany mocniejszym silnikiem Argus As 10. Próby wykazały, że jego właściwości w locie są dalekie od oczekiwań i prace zakończono w 1938 roku.